# Maker (wieś)
Maker – wieś w Anglii, w Kornwalii, położona na półwyspie Rame. Leży 100 km na wschód od miasta Penzance i 313 km na południowy zachód od Londynu.